# Хари Стоев
Хараламби (Хари) Стоев е български професионален борец, кечист и треньор по борба. Той се изявява на професионалния ринг в много държави по света, а през 1923 г. става шампион по кеч на първенството на щатите Индиана, Илинойс и Уисконсин. Към 2024 г. има данни за 66 мача с участието на Хари Стоев, като от тях се знае за 22 победи и 20 загуби.

## Спортна кариера
Роден е през 1898 г. в село Горски Горен Тръмбеш. Още на 13-годишна възраст е принуден да работи поради заболяване на баща си, а на 15 заминава за САЩ в търсене на по-добра прехрана. Работи завод за въглищен газ, в каменна кариера, по строежа на железопътните линии, в бръснарски салон и билярдна зала. През 1917 г. започва да тренира борба при един от известните кечисти по онова време Хайни Енгел в град Дъбюк, Айова.
През 1919 г. се мести в Медисън, Уисконсин и още на следващата година става щатски шампион. Той побеждава Джордж Брандау на 7 декември 1920 г. През 1921 г. обаче е детрониран от Карл ван Вюрден след като губи 2 от 3 манша. Съперничеството между двамата се превръща в култово за щата, като в третия сблъсък помежду им Хари се оказва по-силен и си връща титлата, която след това наведнъж защитава. До 1924 г. Стоев се бие предимно в Уисконсин.
В средата на 20-те години Стоев минава от средна в полутежка категория. На 10 ноември 1925 г. той стига до мач за световната титла срещу Кларънс Юклънд, но не успява да спечели. Хари се бори редовно, получава мачове в различни щати, но през есента на 1926 г. е депортиран в България. Причината е нелегално прибиваване. След едногодишна пауза борецът се завръща в Уисконсин и през 1928 г. става щатски шампион в полутежка категория.
В началото на 30-те се премества във Форт Уейн, Индиана и там става организатор на кеч и боксови срещи. В кеч шоутата на Стоев се борят имена като Джо Саволди (последният опонент на Дан Колов), Еверет Маршал (бъдещ световен шампион), Реджиналд Сики (опонент на Дан Колов в София). През 1932 г. Хари стига до нов мач за световната титла – срещу Хю Никълс. Срещата завършва без победител, а в реванша Никълс печели. Само месец по-късно обаче отново е депортиран поради пребиваване без паспорт.
Тъй като състоянието на професионалната борба в България по това време не е най-доброто, Стоев започва да се бие из цяла Европа. Особена популярност придобива в Англия и Франция. По това време Хари е единственият български борец на Острова и успява да спечели значителна репутация. През това време заедно с Дан Колов организират галавечери в България, като гостуват много чуждестранни борци. През 1940 г. 42-годишният тогава Стоев се оттегля от ринга. Прави еднократни завръщания през 1943 и 1946 г., когато се изправя срещу Крум Петров.

## Треньорска кариера
През 1946 г. новата власт решава да стимулира аматьорската борба, докато професионалната е забранена. Стоев става треньор в ДСО „Урожай", а по-късно и помощник-треньор в националния отбор по свободна борба. През 1953 г. става старши треньор на националите, а множество негови възпитаници печелят най-престижните отличия в света.